# Zsolt Erdei
Zsolt Erdei, född 31 maj 1974 i Budapest, Ungern, är en ungersk boxare som tog OS-brons i mellanviktsboxning 2000 i Sydney. I sin hemstad 1997 vid amatör-VM i boxning tog han guld i sin viktklass.